# Tagelus longisinuatus
Tagelus longisinuatus is een tweekleppigensoort uit de familie van de Solecurtidae. De wetenschappelijke naam van de soort is voor het eerst geldig gepubliceerd in 1932 door Pilsbry & Lowe.